# Osečná
Osečná – czeskie miasto położone w powiecie Liberec, nad rzeką Ploučnice.
Według danych z 1 stycznia 2024, liczba mieszkańców miasta wynosi 1199 osób (1260. miejsce w kraju wśród miejscowości; 565. miejsce wśród miast ex aequo z miastem Černošín).

## Historia
Miasto znane od XIV wieku. W 1565 wybudowano kościół św. Wita. W 1576 roku Osečná otrzymała prawa miejskie nadane przez cesarza Rudolfa II.

## Demografia
| Rok             | 2008 | 2016 | 2024 |
| --------------- | ---- | ---- | ---- |
| Liczba ludności | 1060 | 1100 | 1199 |